# Grafarholt og Úlfarsárdalur
Grafarholt og Úlfarsárdalur (i. e. 'Grafarholt y Úlfarsárdalur') es un distrito del este de Reikiavik, la capital de Islandia. 

## Desarrollo y demografía
Se ha desarrollado desde los años 1980, por lo que es uno de los sectores más recientes del Höfuðborgarsvæði. Sus habitantes son jóvenes, y la tasa de niños entre los 0 y los 12 años es mayor que en el resto del país. 